# Europawahl in Irland 1979
- Labour: 4
- Sonst.: 2
- FG: 4
- FF: 5

Die Europawahl in Irland 1979 war die Wahl der Mitglieder des europäischen Parlaments in Irland. Sie fand am 10. Juni 1979 im Rahmen der ersten EU-weiten Europawahl statt. In Irland wurden 15 der 410 Sitze vergeben, für die sich 46 Kandidaten bewarben. Die Wahl wurde im Verfahren der übertragbaren Einzelstimmgebung in vier Wahlkreisen durchgeführt.

## Ergebnis

### Zusammenfassung

Wahlkreise Irlands

| Partei | Partei                    | Erstpräferenzen | Anteil | Mandate | Fraktion                               |
| ------ | ------------------------- | --------------- | ------ | ------- | -------------------------------------- |
|        | Fianna Fáil               | 46.4451         | 34,7   | 5       | Europäische Volkspartei                |
|        | Fine Gael                 | 44.3652         | 33,1   | 4       | Demokraten für den Fortschritt         |
|        | Labour Party              | 19.3898         | 14,5   | 4       | Sozialistische Fraktion                |
|        | Independent Fianna Fáil   | 81.522          | 6,1    | 1       | Fraktion der unabhängigen Abgeordneten |
|        | Sinn Féin (Workers Party) | 43.942          | 3,3    | −       |                                        |
|        | Unabhängige               | 111.607         | 8,3    | 1       | Liberale und Demokratische Fraktion    |
| Summe  | Summe                     | 1.339.072       | 100,0  | 15      |                                        |

| Wahlkreis       | Wahlberechtigte | Wähler             | Ungültige Stimmzettel | Gültige Stimmzettel | Quote * | Mandate | Bewerber |
| --------------- | --------------- | ------------------ | --------------------- | ------------------- | ------- | ------- | -------- |
| Connacht–Ulster | 442.471         | 320.713 (72,5 %)   | 14.547 (4,5 %)        | 306.166             | 76.542  | 3       | 11       |
| Dublin          | 618.454         | 304.068 (49,2 %)   | 8.653 (2,8 %)         | 295.415             | 59.084  | 4       | 13       |
| Leinster        | 486.248         | 322.312 (66,3 %)   | 15.416 (4,8 %)        | 306,896             | 61,380  | 3       | 9        |
| Munster         | 641.625         | 445.192 (69,4 %)   | 14.597 (3,3 %)        | 430.595             | 71.766  | 5       | 13       |
| Summe           | 2.188,798       | 1.392,285 (63,6 %) | 53.213 (3,8 %)        | 1.339.072           |         | 15      | 46       |

### Gewählte Abgeordnete
| Abgeordneter | Wahlkreis       | Partei                  | Erstpräferenzen | Anteil  |
| --- | --------------- | ----------------------- | --------------- | ------- |
| Neil Blaney | Connacht–Ulster | Independent Fianna Fáil | 81.522          | 26,63 % |
| Seán Flanagan | Connacht–Ulster | Fianna Fáil             | 38.233          | 12,49 % |
| John McCartin | Connacht–Ulster | Fine Gael               | 47.519          | 15,52 % |
| Mark Clinton | Leinster        | Fine Gael               | 78.762          | 25,66 % |
| Liam Kavanagh (bis 7. Juli 1981) Séamus Pattison (9. Juli 1981 – 15. Dezember 1983) Justin Keating (ab 8. Februar 1984)  | Leinster        | Labour Party            | 40.072          | 13,06 % |
| Patrick Lalor | Leinster        | Fianna Fáil             | 62.094          | 20,23 % |
| Jerry Cronin (bis 23. Mai 1984)                                                                                          | Munster         | Fianna Fáil             | 43.439          | 10,09 % |
| Noel Davern | Munster         | Fianna Fáil             | 37.647          | 08,74 % |
| Eileen Desmond (bis 7. Juli 1981) Seán Treacy (ab 9. Juli 1981)                                                          | Munster         | Labour Party            | 53.614          | 12,45 % |
| Thomas Joseph Maher | Munster         | Parteiloser             | 86.208          | 20,02 % |
| Tom O’Donnell | Munster         | Fine Gael               | 46.820          | 10,87 % |
| Síle de Valera | Dublin          | Fianna Fáil             | 41.357          | 14,00 % |
| John O’Connell (bis 30. September 1981) John Horgan (21. Oktober 1981 – 1. Januar 1983) Flor O’Mahony (ab 2. März 1983)  | Dublin          | Labour Party            | 44.832          | 15,18 % |
| Michael O’Leary (bis 30. Juni 1981) Frank Cluskey (1. Juli 1981 – 14. Dezember 1982) Brendan Halligan (ab 2. March 1983) | Dublin          | Labour Party            | 34.511          | 11,68 % |
| Richie Ryan | Dublin          | Fine Gael               | 48.411          | 16,39 % |